# Malacoctenus versicolor
Malacoctenus versicolor är en fiskart som först beskrevs av Poey, 1876.  Malacoctenus versicolor ingår i släktet Malacoctenus och familjen Labrisomidae. Inga underarter finns listade i Catalogue of Life.